# عبد الحميد لغواطي
عبد الحميد لغواطي (25 ديسمبر 1943 - 11 أغسطس 2021)، هو شاعر جزائري. ولد في البرواقية ولاية المدية، عمل بوزارة البناء، نشر أشعاره في الصحف الوطنية. من مؤلفاته باللغة الفرنسية: «ككل يوم» ، «الوادي الأسود».

## سيرة
منذ نهاية الستينيات، يعد عبد الحميد الغواطي، الذي شارك في أنشطة مجموعة “أوشام” بقيادة الرسامين دينيس مارتينيز وشكري مصلي، أحد أهم ممثلي الشعر الجزائري باللغة الفرنسية، ودافع عنه جان سيناك. إلى جانب الطاهر جعوط، يوسف سبتي، حامد سكيف، حميد الطيبوشي.